# Sparasion rutilator
Sparasion rutilator är en stekelart som beskrevs av Mikhail Vasilievich Kozlov och Kononova 1988. Sparasion rutilator ingår i släktet Sparasion och familjen Scelionidae. Inga underarter finns listade i Catalogue of Life.